# Mateo Medina
Mateo Medina o Mateo de Medina (Jaén, 20 de setembre de 1741 - 5 de setembre de 1813) va ser un escultor i entallador andalús, fill del pintor José de Medina. Va treballar fent una Maria Magdalena a la Catedral de Jaén, a Lucena. Va fer l'altar major i presbiteri de la Catedral de Toledo el 1805.